# Helga Korén
Helga Korén (* 20. März 1943 in Steinhöring) ist eine deutsche Schauspielerin und Schriftstellerin.

## Leben
Nach dem Besuch der Staatlichen Schauspielschule Berlin, der jetzigen Hochschule für Schauspielkunst „Ernst Busch“ Berlin hatte sie feste Engagements 1962–1996 quer durch die Theaterlandschaft der DDR. Von 1965 bis 1993 war sie fest am Theater der Freundschaft in Berlin engagiert. Helga Korén wirkte in diversen Filmen der DEFA und des Fernsehens mit, ebenso bei mehreren Hörspielen und Synchronisationen.
Ihre Mutter Elsa Korén war ebenfalls Schauspielerin, wie auch ihre Halbschwester Juliane Korén.

## Filmografie
- 1979: Polizeiruf 110: Barry schwieg (Fernsehreihe)
- 1980/1990: Der Staatsanwalt hat das Wort: Risiko (Fernsehreihe)
- 1981: Hochhausgeschichten (Fernsehmehrteiler, 3 von 7 Episoden)
- 1986: Polizeiruf 110: Parkplatz der Liebe
- 1999: Polizeiruf 110: Mörderkind
- 2003: Kroko

## Theater
- 1965: Molière: Die Gaunerstreiche des Scapin – Regie: Hanuš Burger (Theater der Freundschaft)
- 1966: Heinz Kahlau: Das Märchen von der Straßenbahn Therese (Kat’a) – Regie: Hanus Burger (Theater der Freundschaft)
- 1966: Hans-Albert Pederzani: Die Jagd nach dem Stiefel (Fanny Friedberg) – Regie: Kurt Rabe (Theater der Freundschaft)
- 1967: Michail Swetlow: Spiel vor dem Feind – Regie: Horst Hawemann (Theater der Freundschaft)
- 1967: Johann Wolfgang von Goethe: Urfaust (Margarete) – Regie: Heiner Möbius (Theater der Freundschaft)
- 1968: Claus Hammel: Morgen kommt der Schornsteinfeger – Regie: Horst Hawemann (Theater der Freundschaft)
- 1968: Günther Deicke/Ruth Zechlin: Reineke Fuchs (Oper für Schauspieler) – Regie: Heiner Möbius (Theater der Freundschaft)
- 1968: Vera Ljubimowa: Schneeball – Regie: Horst Hawemann (Theater der Freundschaft)
- 1968: Günther Deicke: Was ihr wollt – Regie: Heiner Möbius (Theater der Freundschaft)
- 1969: Pawel Maljarewski: Das Rübchen – Regie: Peter Ensikat/Horst Hawemann (Theater der Freundschaft)
- 1969: Carlo Goldoni: Der Diener zweier Herren – Regie: Heiner Möbius (Theater der Freundschaft)
- 1969: Heinz Kahlau: Musterschüler – Regie: Horst Hawemann (Theater der Freundschaft)
- 1970: Georgi Nachuzrischwili: Tschintschraka – Regie: Horst Hawemann (Theater der Freundschaft)
- 1970: Heinz Hall/Manfred Nitschke: Ein Strom, der Liebe heißt – Regie: Heiner Möbius (Theater der Freundschaft)
- 1971: William Shakespeare: Die Komödie der Irrungen – Regie: Heiner Möbius (Theater der Freundschaft)
- 1972: Erich Blach: Die Bernsteinbrigade – Regie: Horst Hawemann (Theater der Freundschaft)
- 1973: Otto Bonhoff: Besuch aus dem Nebel – Regie: Heiner Möbius (Theater der Freundschaft)
- 1973: Ernst Bürger: Veilchen für Dolly – Regie: Hans-Georg Simmgen (Theater der Freundschaft)
- 1974: Eugen Eschner: König Jörg – Regie: Konrad Tschiedrich (Theater der Freundschaft)
- 1974: Christian Collin: Manana – Manana – Regie: Heiner Möbius (Theater der Freundschaft)
- 1975: Jewgeni Schwarz: Die Schneekönigin – Regie: ? (Theater der Freundschaft)
- 1975: Georgi Polonski: Warten wir den Montag ab – Regie: Horst Hawemann (Theater der Freundschaft)
- 1977: Erich Köhler: Das kleine Gespenst (Frau Plenig) – Regie: Wolfgang Engel  (Theater der Freundschaft)
- 1978: Margarete Steffin: Wenn er einen Engel hätte – Regie: Wolfgang Engel (Theater der Freundschaft)
- 1979: Horst Hawemann: Kokori – Regie: Horst Hawemann (Theater der Freundschaft)
- 1982: Heiner Maaß/Peter Schneider: Die drei Musketiere – Regie: Alejandro Quintana (Theater der Freundschaft)
- 1982: Eugen Eschner: Undine – Regie: Dieter Wardetzky (Theater der Freundschaft)
- 1985: Horst Hawemann: König Drosselbart und das Mädchen Prinzessin – Regie: Carl-Hermann Risse (Theater der Freundschaft)
- 1986: Friedrich Schiller: Kabale und Liebe – Regie: Alejandro Quintana (Theater der Freundschaft)
- 1989: Arthur und Elisabeth Fauquez: Ambrosio tötet die Zeit (Padrona) – Regie: Andreas Dölling (Theater der Freundschaft)
- 1989: Beat Fäh: Max – Regie: Karola Keller (Theater der Freundschaft)
- 1991: Paul Maar: Mützenwexel (Die Mutter) – Regie: Hella Müller (caroussel Theater Berlin)
- 1992: Volker Braun/Bertolt Brecht: Der Sozialismus geht, und Johnny Walker kommt – Regie: Manuel Schöbel/Peter Schroth (caroussel Theater Berlin)
- 1992: Peter Ensikat: Die Bremer Stadtmusikanten – Regie: Manuel Schöbel (caroussel Theater Berlin)
- 1993: Manuel Schöbel: Schneewittchen 8+ – Regie: Hella Müller (caroussel Theater Berlin)

## Hörspiele
- 1972: Ukrainisches Märchen: Vom Hühnchen, das goldene Eier legte (Die Maus) – Regie: Horst Hawemann (Kinderhörspiel – Litera)
- 1977: Samuil Marschak: Das Katzenhaus (Kleine Katze) – Regie: Jürgen Schmidt (Kinderhörspiel – Litera)
- 1980: Volksbuch: Fortunatus’ Glückssäckel oder die Kunst, reich zu sein (Volk von London) – Regie: Andreas Scheinert (Hörspiel – Litera)
- 1983: Hans Christian Andersen: Die Schneekönigin (Rose) – Regie: Rainer Schwarz (Kinderhörspiel – Litera)
- 1987: Lothar Günther: Großer Bahnhof – Regie: Achim Scholz (Hörspielkomödie – Rundfunk der DDR)

## Synchronarbeiten
| Film                                                         | Jahr        | Rolle          | Darsteller             |
| ------------------------------------------------------------ | ----------- | -------------- | ---------------------- |
| Twilight Zone, Ep. 6                                         | 1959–1964   | Ethel Bedeker  | Virginia Christine     |
| Unter der Sonne von Rom                                      | (1948) 1974 | Iris           | Liliana Mancini        |
| Alle meine Söhne                                             | (1948) 1980 | Sue Bayliss    | Arlene Francis         |
| Jim Bergerac ermittelt, Ep. 5                                | 1981–1991   | Mrs. Kranski   | Hilary Crane           |
| Der dritte Prinz                                             | 1983        | Königin        | Jana Hlaváčová         |
| Die Heldentaten eines jungen Don Juan                        | 1986        | Mutter         | Claudine Auger         |
| Poirot, Ep. 3                                                | 1989–2013   | Jessie Withers | Carol Frazer           |
| Star Trek: Raumschiff Voyager, Ep. 91                        | 1995–2001   | Tabris         | Mary Anne McHarry      |
| Millennium – Fürchte deinen Nächsten wie Dich selbst, Ep. 11 | 1996–1999   | Linda Comstock | Joey Rinaldi           |
| Millennium – Fürchte deinen Nächsten wie Dich selbst, Ep. 57 | 1996–1999   | Mrs. Wheatley  | Christina Jastrzembska |

## Auszeichnungen
- 1995: Münchner Jugend-Dramatiker-Preis für das Märchen Gevatter Tod[1]